# Happy Endings
Happy Endings (2011-2013) – amerykański serial telewizyjny stworzony przez Davida Caspe’a, nadawany przez stację ABC od 13 kwietnia 2011 roku. W Polsce nadawany na kanale Comedy Central Polska od 28 listopada 2011 roku.
10 maja 2013 ABC anulowało serial po trzech sezonach.

## Opis fabuły
Serial opowiada o grupie przyjaciół mieszkających w Chicago. W dzień ślubu Alex (Elisha Cuthbert) i Dave’a (Zachary Knighton), panna młoda zostawia ukochanego przed ołtarzem. Problemem, z którym nie mogą sobie poradzić, są ich wspólni znajomi.

## Obsada
- Eliza Coupe jako Jane Kerkovich Williams
- Elisha Cuthbert jako Alex Kerkovich
- Zachary Knighton jako Dave Rose
- Adam Pally jako Max Blum
- Damon Wayans Jr. jako Brad Williams
- Casey Wilson jako Penny Hartz

## Spis odcinków
| Sezon | Sezon | Odcinki | Oryginalna emisja    | Oryginalna emisja |
| Sezon | Sezon | Odcinki | Premiera sezonu      | Finał sezonu      |
| ----- | ----- | ------- | -------------------- | ----------------- |
|       | 1     | 13      | 13 kwietnia 2011     | 24 sierpnia 2011  |
|       | 2     | 21      | 28 września 2011     | 4 kwietnia 2012   |
|       | 3     | 23      | 23 października 2012 | 26 kwietnia 2013  |

### Sezon 1 (2011)
| Nr | Tytuł                            | Reżyseria                | Scenariusz                                                       | Premiera         |
| -- | -------------------------------- | ------------------------ | ---------------------------------------------------------------- | ---------------- |
| 1  | Pilot                            | Anthony Russo, Joe Russo | David Caspe                                                      | 13 kwietnia 2011 |
| 2  | The Quicksand Girlfriend         | Jeff Melman              | Josh Bycel                                                       | 13 kwietnia 2011 |
| 3  | Your Couples Friends & Neighbors | Fred Savage              | Josh Bycel                                                       | 20 kwietnia 2011 |
| 4  | Mein Coming Out                  | Jeff Melman              | Gail Lerner                                                      | 20 kwietnia 2011 |
| 5  | Like Father, Like Gun            | Tristram Shapeero        | Daniel Libman, Matthew Libman                                    | 27 kwietnia 2011 |
| 6  | Of Mice & Jazz-Kwon-Do           | Troy Miller              | Rob Kerkovich, Todd Waldman                                      | 4 maja 2011      |
| 7  | Dave of the Dead                 | Randall Einhorn          | Leila Strachan                                                   | 4 maja 2011      |
| 8  | The Girl with the David Tattoo   | Jay Chandrasekhar        | Prentice Penny                                                   | 11 maja 2011     |
| 9  | You’ve Got Male                  | Matt Shakman             | Leila Strachan                                                   | 11 maja 2011     |
| 10 | Bo Fight ll Be There for You     | Joe Russo                | David Caspe                                                      | 18 maja 2011     |
| 11 | Barefoot Pedaler                 | Anthony Russo            | Gail Lerner                                                      | 18 maja 2011     |
| 12 | The Shershow Redemption          | Lee Shallat-Chemel       | Todd Linden, Steve Basilone, Annie Mebane, Sierra Teller Ornelas | 25 maja 2011     |
| 13 | Why Can’t You Read Me?           | Lee Shallat-Chemel       | Prentice Penny                                                   | 24 sierpnia 2011 |

### Sezon 2 (2011-2012)
| Nr | Tytuł                                                              | Reżyseria            | Scenariusz                                 | Premiera             |
| -- | ------------------------------------------------------------------ | -------------------- | ------------------------------------------ | -------------------- |
| 1  | Blax, Snake, Home                                                  | Anthony Russo        | Josh Bycel                                 | 28 września 2011     |
| 2  | Baby Steps                                                         | Tristram Shapeero    | Gail Lerner                                | 5 października 2011  |
| 3  | Yesandwitch                                                        | Joe Russo            | Leila Strachan                             | 12 października 2011 |
| 4  | Secrets and Limos                                                  | Anthony Russo        | Hilary Winston                             | 19 października 2011 |
| 5  | Spooky Endings                                                     | Fred Savage          | Daniel Libman, Matthew Libman              | 26 października 2011 |
| 6  | Lying Around                                                       | Fred Savage          | Prentice Penny                             | 2 listopada 2011     |
| 7  | The Code War                                                       | Rob Greenberg        | Josh Bycel                                 | 16 listopada 2011    |
| 8  | Full Court Dress                                                   | Victor Nelli Jr.     | Sierra Teller Ornelas                      | 23 listopada 2011    |
| 9  | Grinches Be Crazy                                                  | Jeff Melman          | Gail Lerner                                | 7 grudnia 2011       |
| 10 | The Shrink, The Dare, Her Date and Her Brother                     | Jeff Melman          | Gail Lerner                                | 4 stycznia 2012      |
| 11 | Meet The Parrots                                                   | Jay Chandrasekhar    | Prentice Penny                             | 11 stycznia 2012     |
| 12 | Makin’ Changes!                                                    | Michael Patrick Jann | Gil Ozeri, Jackie Clarke                   | 18 stycznia 2012     |
| 13 | The St. Valentine’s Day Maxssacre                                  | Joe Russo            | Daniel Libman, Matthew Libman              | 8 lutego2012         |
| 14 | Everybody Loves Grant                                              | Kyle Newacheck       | Leila Strachan                             | 15 lutego 2012       |
| 15 | The Butterfly Effect Effect. Spring Smackdown                      | Victor Nelli Jr.     | Jonathan Groff, Sierra Teller Ornelas      | 22 lutego2012        |
| 16 | Cocktails & Dreams                                                 | Rob Greenberg        | David Caspe, Matthew Libman, Daniel Libman | 29 lutego 2012       |
| 17 | The Kerkovich Way                                                  | Steven Sprung        | Todd Linden                                | 7 marca 2012         |
| 18 | Party of Six                                                       | Fred Goss            | Lon Zimmet, Dan Rubin                      | 14 marca 2012        |
| 19 | You Snooze, You Bruise                                             | Jay Chandrasekhar    | Leila Strachan                             | 21 marca 2012        |
| 20 | Big White Lies                                                     | Gail Mancuso         | Gail Lerner                                | 28 marca 2012        |
| 21 | Four Weddings and a Funeral (Minus Three Weddings and One Funeral) | Rob Greenberg        | Leila Strachan, Josh Bycel                 | 4 kwietnia 2012      |

### Sezon 3 (2012-2013)
| Nr | Tytuł                                | Reżyseria            | Scenariusz                                 | Premiera             |
| -- | ------------------------------------ | -------------------- | ------------------------------------------ | -------------------- |
| 1  | Cazsh Dummy Spillionaires            | Fred Goss            | David Caspe, Matthew Libman, Daniel Libman | 23 października 2012 |
| 2  | Sabado Free-Gante                    | Stuart McDonald      | Josh Bycel, Jonathan Fener                 | 30 października 2012 |
| 3  | Boys II Menorah                      | Eric Appel           | Dan Rubin, Lon Zimmet                      | 13 listopada 2012    |
| 4  | More Like Stanksgiving               | Jay Chandrasekhar    | Leila Strachan                             | 20 listopada 2012    |
| 5  | P&P Romance Factory                  | Beth McCarthy-Miller | Erik Sommers                               | 4 grudnia 2012       |
| 6  | To Serb With Love                    | Victor Nelli Jr.     | Jonathan Groff, Brian Gallivan             | 11 grudnia 2012      |
| 7  | No-Ho-Ho                             | Michael Patrick Jann | Prentice Penny                             | 18 grudnia 2012      |
| 8  | Fowl Play/Date                       | Rob Greenberg        | Sierra Teller Ornelas                      | 6 stycznia 2013      |
| 9  | Ordinary Extraordinary Love          | Michael Price        | Daniel Chun                                | 8 stycznia 2013      |
| 10 | KickBall 2: The Kickening            | Gail Lerner          | Jackie Clarke, Gil Ozeri                   | 13 stycznia 2013     |
| 11 | The Ex Factor                        | Fred Goss            | Leila Strachan                             | 15 stycznia 2013     |
| 12 | The Marry Prankster                  | Rebecca Asher        | Jackie Clarke, Gil Ozeri                   | 29 stycznia 2013     |
| 13 | Our Best Friend’s Wedding            | Rob Greenberg        | Hilary Winston                             | 29 stycznia 2013     |
| 14 | In the Heat of the Noche             | Josh Bycel           | Matthew Libman, Daniel Libman              | 29 marca 2013        |
| 15 | The Straight Dope                    | Steven Sprung        | Lon Zimmet, Dan Rubin                      | 29 marca 2013        |
| 16 | The Incident                         | Ken Whittingham      | Erik Sommers                               | 5 kwietnia 2013      |
| 17 | Bros Before Bros                     | Eric Appel           | Jason Berger                               | 5 kwietnia 2013      |
| 18 | She Got Game Night                   | Kyle Newacheck       | Brian Gallivan                             | 12 kwietnia 2013     |
| 19 | The Storm Before the Calm            | Kyle Newacheck       | Prentice Penny                             | 12 kwietnia 2013     |
| 20 | The Ballad of Lon Sarofsky           | Fred Goss            | Jackie Clarke, Gil Ozeri                   | 19 kwietnia 2013     |
| 21 | Un-sabotagable                       | Tristram Shapeero    | Jonathan Fener                             | 19 kwietnia 2013     |
| 22 | Deuce Babylove 2: Electric Babydeuce | David Caspe          | Matthew Libman, Daniel Libman              | 26 kwietnia 2013     |
| 23 | Brothas and Sisters                  | Rebecca Asher        | Josh Bycel, Leila Strachan                 | 26 kwietnia 2013     |